# Comté de Bennington
Pour les articles homonymes, voir Bennington.
Le comté de Bennington est situé dans le sud-ouest de l'État américain du Vermont. Dans ce comté, exceptionnellement il y a deux   villes sièges, à Bennington et Manchester. Bennington est connu comme étant le siège du sud et Manchester comme le siège du nord. Selon le recensement de 2020, la population du comté est de 37 347 habitants.

## Géographie
La superficie du comté est de 1 755 km², dont 1 752 km² de terre.

## Histoire du comté
Bennington est le plus ancien comté dans le Vermont. Il a été constitué par un vote de la première Assemblée générale du Vermont en 1778.

## Démographie
En 2000, il y avait 36 994 personnes dans le comté, 14 846 ménages, et 9 917 familles résidant dans le comté. La densité de population était de 21 personnes au kilomètre carré. En 2010, la population avait légèrement augmenté depuis dix ans. L'historique des recensements nous permet de voir l'évolution de la population dans le comté,,.

## Politique fédérale
| Année | Démocrate    | Républicain |
| ----- | ------------ | ----------- |
| 2008  | 65.5% 12,524 | 32.1% 6,133 |
| 2004  | 58.1% 11,069 | 40.0% 7,616 |
| 2000  | 51.0% 9,021  | 41.2% 7,284 |

## Aires naturelles protégées
- Forêt nationale de Green Mountain (une partie du comté)
- Aire nationale de récréation Robert T. Stafford White Rocks

## Comtés adjacents
- Comté de Rutland (nord)
- Comté de Windsor (nord-est)
- Comté de Windham (est)
- Comté de Franklin, Massachusetts (sud-est)
- Comté de Berkshire, Massachusetts (sud-ouest)
- Comté de Rensselaer, New York (sud-ouest)
- Comté de Washington, New York (nord-ouest)